# Josephine Terlecki
Josephine Terlecki (Dresden, 17 februari 1986) is een kogelstoter uit Duitsland.
Op de Olympische Zomerspelen van Londen in 2012 nam ze deel aan het onderdeel kogelstoten. Ze eindigde als 17e.
Bij de Europese kampioenschappen indooratletiek 2011 behaalde ze de bronzen medaille.
Op de Nacht van de Atletiek 2013 behaalde ze de gouden medaille bij het kogelstoten.
- World Athletics: 14280007